# Исаево (Кемеровская область)
Исаево — упразднённое село в Новокузнецком районе Кемеровской области. На момент упразднения входило в состав Терсинского сельского совета. Исключено из учётных данных в 2001 году.

## География
Располагалось на левом берегу реки Нижняя Терсь в близи места впадения её в Томь, на расстоянии примерно 4 км по прямой к северо-западу от села Ячменюха.

## История
Основана в 1880 г. По данным на 1926 году заимка Исаевка состояла из 21 хозяйства. В административном отношении входила в состав Ячменюхинского сельсовета Кузнецкого района Кузнецкого округа Сибирского края.

## Население
По переписи 1926 г. на заимке проживало 104 человека (55 мужчин и 49 женщин), основное население — русские.